# Stazione di Corsico (1870)
L'ex stazione di Corsico è una stazione ferroviaria fuori servizio posta sulla linea Milano-Mortara, a servizio dell'omonima città.

## Storia
Aperta nel 1870 contestualmente all'attivazione della tratta ferroviaria di competenza, è stata chiusa al traffico nel 2009 per essere sostituita da una nuova fermata sita 200 m più a nord.

## Strutture
Il patrimonio edilizio consta di un fabbricato viaggiatori a due piani e un casello, che a seguito della dismissione dell'infrastruttura sono stati ceduti a privati. Il sedime ferroviario è stato ridotto a soli due binari di transito, mentre le banchine sono state smantellate.